# Phylica greyii
Phylica greyii är en brakvedsväxtart som beskrevs av Neville Stuart Pillans. Phylica greyii ingår i släktet Phylica och familjen brakvedsväxter. Inga underarter finns listade i Catalogue of Life.